# Julian Christow
Julian Christow (bulgarisch Юлиан Христов; * 9. März 1984, englische Transkription Julian Hristov resp. Yulian Hristov) ist ein bulgarischer Badmintonspieler.

## Karriere
Julian Christow war 2003 erstmals bei den nationalen Titelkämpfen in Bulgarien erfolgreich. 2004 folgte ein weiterer Sieg. Gewinnen konnte er des Weiteren die Romanian International, die Greece International und die Balkanmeisterschaften. 2003 nahm er an den Badminton-Weltmeisterschaften teil. 2009 war er bei den Romanian International erfolgreich.